# Марчук Володимир Миколайович
Володимир Миколайович Марчу́к (нар. 23 січня 1949, Москалівка) — український живописець, монументаліст; член Національної спілки художників України з 1999 року.

## Біографія
Народився 23 січня 1949 року в селі Москалівці (нині Хмельницький район Хмельницької області, Україна). 1968 року закінчив Ужгородське училище прикладного мистецтва (викладачі Йосип Бокшай, Шандор Петкі, Іван Манайло).
Упродовж 1968–1991 років працював монументалістом Хмельницьких художньо-виробничих майстерень, потім на творчій роботі. Живе у місті Хмельницькому, в будинку на вулиці Кармелюка № 10, квартира 52.

## Творчість
Працює в галузях
монументального мистецтва
Автор монументально-декоративних розписів, мозаїчних панно. Серед робіт:
- мозаїки
  - «Подільський пейзаж» (1976);
  - «Веснянка» (1977);
  - «Рибалка» (1978);
- розпис «Григорій Сковорода, Леся Українка, Тарас Шевченко, Іван Франко» (1980-ті, магазин «Книжковий світ», Хмельницький).

станкового живопису
Автор тематичних композицій, пейзажів у реалістичному стилі з елементами декоративності. Серед робіт:
- «Йшла до нього, зачарована струною» (1995);
- «Плин часу» (1996);
- «Братчики» (1997);
- «Молода родина» (1997);
- «Сльози України» (1998);
- «Роде наш прекрасний» (2001);
- «У кожному листочку моє серце, тому співаю» (2003);
- «У Хмельницький на базар» (2005);
- «Мамине життя» (2006).

Брав участь в обласних, всеукраїнських, міжнарожних художніх виставках з 1972 року. Персональні виставки відбулися у Хмельницькому у 2001 і 2009 роках, Кам'янці-Подільському у 2001 році.